# Чалиф, Луис Харви
Луис Харви Чалиф (англ. Louis Harvey Chalif, при рождении Лазарь Гершович Халиф; 29 декабря 1876, Одесса, Российская империя — 25 ноября 1948) — балетмейстер российского происхождения, хореограф, писатель. Один из первых русских танцевальных инструкторов, преподававших в США.
Луис Чалиф был довольно значимой фигурой Нью-Йоркского общества в первой половине XX века. Его называли «главой преподавателей танцев города Нью-Йорк». В 1949 году журнал «Dance Magazine» писал о нём: «ещё при жизни Луис стал едва ли не легендарной фигурой в мире танцевального искусства». В разные годы своей жизни Луис писал множество учебников по танцевальным техникам и книг с описанием народных танцев, пять из которых были переведены на различные языки мира. Ему причисляют большое число разнообразных композиций и аранжировок, а также ряд балетных постановок.

## Биография
Родился 29 декабря (по старому стилю) 1876 года в Одессе, Российская империя, в еврейской семье. Его отец — радзивиловский мещанин Герш Халиф и мать Идис-Цивья. У него была старшая сестра Ревекка (1875—?). В 9 лет начал заниматься балетом в Государственном Театре города Одесса под руководством Томаша (или, по-русски, Фомы) Нижинского, отца известных танцоров Вацлава и Брониславы. После окончания занятий в 1893 году, Чалиф присоединяется к Варшавскому и Российскому Императорскому балетам, получив от первого диплом в 1895 году. В 1897 году Луис стал балетмейстером в театре города Одесса.
В 1904 году иммигрировал в Нью-Йорк. Там он на протяжении 1905—1906 годов танцевал в балете музыкального театра Метрополитен-опера и служил помощником балетмейстера Луиджи Альбертиери (итал. Luigi Albertieri; 1860—1930). Помимо этого он давал уроки в некоторых частных школах, в том числе и в Нью-Йоркской школе при обществе этической культуры (основана Феликсом Адлером), благотворительном учреждении на Генри стрит и Нью-Йоркском университете.
В 1905 году Луис открывает собственное танцевально-педагогическое училище (англ. The Chalif Normal School of Dancing), в котором он обучал не только начинающих танцоров и детей, но и преподавателей танцев, физической культуры и фитнеса (отсюда и приставка «педагогическое»). Учебное заведение Чалифа было первым училищем в США, которое обучало танцевальных инструкторов. В 1907 году оно переехало на 42-ю улицу. В 1909 году Луис обучал «спортивным танцам» участников организации YMCA, а также являлся хореографом исторических, национальных и народных танцев на празднике Гудзона-Фултона в Нью-Йорке. После 1910 года Луис прекратил свои выступления и полностью сосредоточился на педагогической деятельности.
Луис Чалиф являлся вице президентом Американского общества Танцевальных Инструкторов (англ. American Society of Teachers of Dancing). С 1910 по 1918 год он преподавал в Американской Ассоциации Хореографов (англ. American Society of Professors of Dancing).
В 1913—1914 годах училище по собственному желанию Луиса было перенесено в здание «храма Терпсихоры» на 57-й улице, расположенной недалеко от Карнеги-холл. Однако уже в 1916 году балетмейстер поручает архитекторам Джорджу и Генри Бем спроектировать новое здание танцевального училища, которым Чалиф впоследствии очень гордился, говоря: «в целом здание моего училища не имеет себе равных в Америке. Это яркий пример успеха, с которым столкнулась школа, предоставляя лучшие уроки танцев». Работа архитекторов — 5-этажный дом, стоимостью около $110 000 — получила своё признание и в обществе: путеводитель по недвижимости 1916 года описывал проект как «чистое, современное решение, свободное от прикрас, классическое по своему характеру, питавшее идеи из греческого и римского периодов». Национальная Энциклопедия Американской Биографии (англ. The National Cyclopaedia of American Biography) назвала школу «удивительно красивым сооружением». Здание, служившее и школой и домом, находилось во владении Чалифа до 1933 года. Годом спустя в октябре 1934 года во время Великой Депрессии Луис теряет на него права. Здание, тем не менее, не было разрушено или переоборудовано и в 1946 году его приобрёл Карл Фишер, известный американский музыкальный издатель. В 1959 году здание было продано организации Columbia Artists Management, Inc. (CAMI), которому оно принадлежит и по сей день.
В 1919 году совет епископов методистской Епископальной церкви запретил танцы. Это вызывало негодование со стороны Луиса Чалифа. В ноябре 1920 года на очередном совещании комитета было рассмотрено его письмо, гласившее: «Мы будем продолжать призывать к отмене этих пуританских законов». Луис жаловался на участников Генеральной конференции, прошедшей в мае, описывая их как «страусов, отказавшихся обсуждать поставленный вопрос за пределами собрания, и сохраняющих запрет даже на цирк». Но несмотря на решение епископальной церкви Чалиф продолжает свою деятельность.
В 1935 году Луис встретился с русской артисткой балета Брониславой Нижинской. Во время встречи он уверял последнюю, что «Томаш Нижинский, как балетмейстер превосходит Михаила Фокина». По его мнению балет отца «Бахчисарайский фонтан» был много лучше «Шехерезады».
С потерей собственной школы Луис не оставил свою преподавательскую деятельность. В 1937 году он перенёс обучение в здание Интернэшнл Билдинг в Рокфеллеровском центре по адресу 5-я авеню, 630, а позднее в Стейнвей Холл.
В 1945 году журнал «Dance Magazine» приписал Луису Чалифу популяризацию «работы у станка, использования пальцев ног и применения классической музыки при обучении танцам», а также поместил его «в первые ряды общественного движения, которое предоставило возможность заниматься балетом каждому ребёнку Америки» за упрощение и адаптацию русских танцевальных техник.
25 ноября 1948 года Луис Чалиф умер в городе Нью-Йорк, США.
Своими усилиям в области образования, в частности созданием танцевально-педагогического училища, Луис Чалиф оказал большое влияние на продвижение танцевального искусства в Нью-Йорке и США в целом. Он преподавал танцевальное искусство таким личностям, как Гарриет Хоктор, Марджори Лорд, Диана Вриланд, Рита де ла Порт и другим.

## Семья
4 декабря 1902 года в Одессе заключил брак с дочерью одесского мещанина Сурой Аврум-Мойшевной Кац (англ. Sara Katz, 1883—?). Их первые двое детей Абрам (17 июля 1903) и Самуил (1906) родились в Одессе.

## Публикации
- Allegretto: Esthetic Solo or Group Dance. By Louis Harvy Chalif, New York: Chalif Normal School of Dancing, 3 стр., 1914.
- Autumn: An Interpretive Solo Dance. By Louis Harvy Chalif, New York: Chalif Normal School of Dancing, 9 стр., 1914.
- Bavarian Folk Dance. By Louis Harvy Chalif, New York: Chalif Normal School of Dancing, 3 стр., 1914.
- Blue Danube Waltz: Greek Solo or Group Dance, The. By Louis Harvy Chalif, New York: Chalif Normal School of Dancing, 5 стр., 1914.
- Bride’s Dance: A Russian Pantomimic Solo Dance, The. By Louis Harvy Chalif, New York: Chalif Normal School of Dancing, 7 стр., 1914.
- Bulgarian Folk Dance. By Louis Harvy Chalif, New York: Chalif Normal School of Dancing, 3 стр., 1914.
- Chacone: French Duet Dance. By Louis Harvy Chalif, New York: Chalif Normal School of Dancing, 7 стр., 1914.
- Chalif Text Book of Dancing: The Fundamental Positions and Exercises, The. Volume I, By Louis Harvy Chalif, New York: Chalif Normal School of Dancing, 1914.
- Chalif Text book of Dancing: Greek Dancing, The, Volume III.By Louis Harvy Chalif, New York: Chalif Normal School of Dancing, 1920.
- Chalif Text Book of Dancing: Fundamental Positions and Exercises, The, Volume IV. By Louis Harvy Chalif, New York: Chalif Normal School of Dancing, 3 стр., 1914.
- Луис Шалиф. Chalif Text Book of Dancing: Further exercises, port de bras, and Standard Ballroom Dancing. — New York: Chalif Normal School of Dancing, 1914. — 270 с. — ISBN 978-5-8740-6802-8.
- Cymbal Dance: Greek Solo, By Louis Harvy Chalif, New York: Chalif Normal School of Dancing, 8 стр., 1914.
- Csardas: Hungarian Peasant Duet. By Louis Harvy Chalif, New York: Chalif Normal School of Dancing, 9 стр., 1914.
- Dances by Louis H. Chalif: Classical Music, Carefully Chosen and …. By Louis Harvy Chalif, New York: Chalif Normal School of Dancing, 1916.
- Dances; National, Demicharacter, Ballet, Estethetic, Interpretive …. By Louis Harvy Chalif, New York: Chalif Normal School of Dancing, 1915.
- Exercises for Dancing from Chalif’s Text Book of Dancing: Volume 1. By Louis Harvy Chalif, New York: Chalif Normal School of Dancing, 53 стр., 1914.
- Feria: Spanish Solo Dance, La. By Louis Harvy Chalif, New York: Chalif Normal School of Dancing, 3 стр., 1916.
- Fireflies: A Simple Esthetic Solo Dance. By Louis Harvy Chalif, New York: Chalif Normal School of Dancing, 5 стр., 1914.
- Folk Dances of Different Nations, 3 Volumes. by Louis Harvy Chalif, New York: 1914 (1926).
- French Doll: Characteristic Solo Dance, The. By Louis Harvy Chalif, New York: Chalif Normal School of Dancing, 7 стр., 1915.
- Furlana: Venetian Gondolier Solo, Usable for a Group …. By Louis Harvy Chalif, New York: Chalif Normal School of Dancing, 6 стр., 1914.
- Galanterie: Simple Couple Schottische Series, For Circular Formation. By Louis Harvy Chalif, New York: Chalif Normal School of Dancing, 8 стр., 1915.
- Goralski Taniec: A Polish Dance. By Louis Harvy Chalif, New York: Chalif Normal School of Dancing, 5 стр., 1914.
- Hussar: Hungarian Characteristic Dance, The. By Louis Harvy Chalif, New York: Chalif Normal School of Dancing, 5 стр., 1915.
- Jean et Jeanette: French Character Pantomimic Duet Dance. By Louis Harvy Chalif, New York: Chalif Normal School of Dancing, 5 стр., 1914.
- Joy of the Rose: Pierrot Pantomime Solo Dance. By Louis Harvy Chalif, New York: Chalif Normal School of Dancing, 5 стр., 1915.
- Light and Darkness: (Aether and Erebus) Greek Pantomime Duet Dance. By Louis Harvy Chalif, New York: Chalif Normal School of Dancing, 8 стр., 1914.
- Maid of Honor: Polish Solo Dance, Rather Difficult. By Louis Harvy Chalif, New York: Chalif Normal School of Dancing, 11 стр., 1909.
- Moment Musical: Interpretive Solo Dance. By Louis Harvy Chalif, New York: Chalif Normal School of Dancing, 5 стр., 1914.
- New Dances. By Louis Harvy Chalif, New York: Chalif Normal School of Dancing, 1929.
- New Music for the Classical Exercises for Technique in Dancing. By Louis Harvy Chalif, New York: Chalif Normal School of Dancing, 42 стр., 1914.
- Nightingale: A Very Simple Esthetic Solo Dance, The. By Louis Harvy Chalif, New York: Chalif Normal School of Dancing, 5 стр., 1914.
- Paloma: Mexican Dance, La. By Louis Harvy Chalif, New York: Chalif Normal School of Dancing, 5 стр., 1917.
- Pavanne: An Old French Duet Dance …. By Louis Harvy Chalif, New York: Chalif Normal School of Dancing, 7 стр., 1914.
- Petite Coquette: Esthetic Dance. By Louis Harvy Chalif, New York: Chalif Normal School of Dancing, 3 стр., 1914.
- Pied Piper, The. By Louis Harvy Chalif, New York: Chalif Normal School of Dancing, 3 стр., 1914.
- Polka Miniature: A simple Aesthetic Solo Dance. By Louis Harvy Chalif, New York: Chalif Normal School of Dancing, 7 стр., 1914.
- Pragska Polka: Czech-Slovak Duet, Rather Difficult. By Louis Harvy Chalif, New York: Chalif Normal School of Dancing, 4 стр., 1920.
- Psyche: An Interpretive Solo Dance. By Louis Harvy Chalif, New York: Chalif Normal School of Dancing, 9 стр., 1914.
- Луис Харви Шалиф. Русские Фестивали и Костюмы для Карнавалов и Танцев = Russian Festivals and Costumes for Pageant and Dance (англ.). — Kessinger Publishing, LLC, 2006 (оригинал — 1921). — 176 p. — ISBN 978-1428610798.
- Song of the Robin: Interpretive Solo or Group Dance, The. By Louis Harvy Chalif, New York: Chalif Normal School of Dancing, 5 стр., 1914.
- Studies in Rhythm and Expression: Booklet 1 Containing Series 1 and 2. By Louis Harvy Chalif, New York: Chalif Normal School of Dancing, 40 стр., 1925.
- Sunbeams: Simple Couple Polka Series, For Circular Formation. By Louis Harvy Chalif, New York: Chalif Normal School of Dancing, 5 стр., 1915.
- Tourdion: An Old French Folk Dance. By Louis Harvy Chalif, New York: Chalif Normal School of Dancing, 3 стр., 1914.
- Wooden Shoes: Dutch Folk Dance. By Louis Harvy Chalif, New York: Chalif Normal School of Dancing, 5 стр., 1914.
- Dances; national, demicharacter, ballet, esthetic, interpretive and folk, fully described, and with appropriate music for each, for use in American dancing academies and schools